# Saison 2004-2005 de Manchester United
Maillots
Chronologie
Saison précédente Saison suivante
Les résultats du Manchester United Football Club en 2004-2005.

## FA Community Shield
| Date       | Match                       | Score |
| ---------- | --------------------------- | ----- |
| 08/08/2004 | Manchester United - Arsenal | 1-3   |

## FA Premier League
| Date       | Journée | Match                               | Score | Classement | Buteur(s)                                                         | Affluence |
| ---------- | ------- | ----------------------------------- | ----- | ---------- | ----------------------------------------------------------------- | --------- |
| 15/08/2004 | 1re     | Chelsea - Manchester United         | 1-0   | 17e        |                                                                   | 41 813    |
| 21/08/2004 | 2e      | Manchester United - Norwich         | 2-1   | 8e         | Bellion 32e, Alan Smith 50e                                       | 67 812    |
| 28/08/2004 | 4e      | Blackburn - Manchester United       | 1-1   | 9e         | Alan Smith 90                                                     | 26 155    |
| 30/08/2004 | 3e      | Manchester United - Everton         | 0-0   | 7e         |                                                                   | 67 803    |
| 11/09/2004 | 5e      | Bolton - Manchester United          | 2-2   | 11e        | Heinze 44e, Bellion 90e                                           | 27 766    |
| 20/09/2004 | 6e      | Manchester United - Liverpool       | 2-1   | 7e         | Silvestre (2) 20e, 66e                                            | 67 857    |
| 25/09/2004 | 7e      | Tottenham - Manchester United       | 0-1   | 5e         | van Nistelrooy 42e (pen.)                                         | 36 103    |
| 03/10/2004 | 8e      | Manchester United - Middlesbrough   | 1-1   | 4e         | Alan Smith 81e                                                    | 67 988    |
| 16/10/2004 | 9e      | Birmingham City - Manchester United | 0-0   | 6e         |                                                                   | 29 221    |
| 24/10/2004 | 10e     | Manchester United - Arsenal         | 2-0   | 5e         | van Nistelrooy 73e (pen), Rooney 90e                              | 67 862    |
| 30/10/2004 | 11e     | Portsmouth - Manchester United      | 2-0   | 7e         |                                                                   | 20 190    |
| 07/11/2004 | 12e     | Manchester United - Manchester City | 0-0   | 7e         |                                                                   | 67 863    |
| 14/11/2004 | 13e     | Newcastle - Manchester United       | 1-3   | 7e         | Rooney (2) 7e, 90e, van Nistelrooy 74e (pen.)                     | 52 320    |
| 20/11/2004 | 14e     | Manchester United - Charlton        | 2-0   | 5e         | Giggs 41e, Scholes 50e                                            | 67 704    |
| 27/11/2004 | 15e     | West Bromwich - Manchester United   | 0-3   | 4e         | Scholes (2) 53e, 82e, van Nistelrooy 72e                          | 27 709    |
| 04/12/2004 | 16e     | Manchester United - Southampton     | 3-0   | 4e         | Scholes 53e, Rooney 58e, Ronaldo 87e                              | 67 921    |
| 13/12/2004 | 17e     | Fulham - Manchester United          | 1-1   | 4e         | Alan Smith 33e                                                    | 21 940    |
| 18/12/2004 | 18e     | Manchester United - Crystal Palace  | 5-2   | 4e         | Scholes (2) 22e, 49e, Alan Smith 35e, Boyce (CSC) 48e, O'Shea 90e | 67 814    |
| 26/12/2004 | 19e     | Manchester United - Bolton          | 2-0   | 4e         | Giggs 10e, Scholes 89e                                            | 67 867    |
| 28/12/2004 | 20e     | Aston Villa - Manchester United     | 0-1   | 3e         | Giggs 41e                                                         | 42 593    |
| 01/01/2005 | 21e     | Middlesbrough - Manchester United   | 0-2   | 3e         | Fletcher 9e, Giggs 79e                                            | 34 199    |
| 04/01/2005 | 22e     | Manchester United - Tottenham       | 0-0   | 3e         |                                                                   | 67 962    |
| 15/01/2005 | 23e     | Liverpool - Manchester United       | 0-1   | 3e         | Rooney 21e                                                        | 44 183    |
| 22/01/2005 | 24e     | Manchester United - Aston Villa     | 3-1   | 3e         | Ronaldo 8e, Saha 69e, Scholes 70e                                 | 67 589    |
| 01/02/2005 | 25e     | Arsenal - Manchester United         | 2-4   | 2e         | Giggs 18e, Ronaldo (2) 54e, 58e, O'Shea 89e                       | 38 164    |
| 05/02/2005 | 26e     | Manchester United - Birmingham City | 2-0   | 2e         | Keane 55e, Rooney 78e                                             | 67 838    |
| 13/02/2005 | 27e     | Manchester City - Manchester United | 0-2   | 2e         | Rooney 68e, Dunne (CSC) 75e                                       | 47 111    |
| 26/02/2005 | 28e     | Manchester United - Portsmouth      | 2-1   | 2e         | Rooney (2) 8e, 81e                                                | 67 989    |
| 05/03/2005 | 29e     | Crystal Palace - Manchester United  | 0-0   | 2e         |                                                                   | 26 021    |
| 19/03/2005 | 30e     | Manchester United - Fulham          | 1-0   | 2e         | Ronaldo 21e                                                       | 67 959    |
| 02/04/2005 | 31e     | Manchester United - Blackburn       | 0-0   | 3e         |                                                                   | 67 939    |
| 09/04/2005 | 32e     | Norwich - Manchester United         | 2-0   | 3e         |                                                                   | 25 522    |
| 20/04/2005 | 34e     | Everton - Manchester United         | 1-0   | 3e         |                                                                   | 37 160    |
| 24/04/2005 | 35e     | Manchester United - Newcastle       | 2-1   | 3e         | Rooney 57e, Brown 75e                                             | 67 845    |
| 01/05/2005 | 36e     | Charlton - Manchester United        | 0-4   | 3e         | Scholes 34e, Fletcher 44e, Alan Smith 62e, Rooney 67e             | 26 789    |
| 07/05/2005 | 37e     | Manchester United - West Bromwich   | 1-1   | 3e         | Giggs 21e                                                         | 67 827    |
| 10/05/2005 | 33e     | Manchester United - Chelsea         | 1-3   | 3e         | van Nistelrooy 7e                                                 | 67 832    |
| 15/05/2005 | 38e     | Southampton - Manchester United     | 1-2   | 3e         | Fletcher 19e, van Nistelrooy 63e                                  | 32 066    |

| Pos | Club              | J  | V  | N  | D  | BM | BC | Diff. | Pts |
| --- | ----------------- | -- | -- | -- | -- | -- | -- | ----- | --- |
| 2   | Arsenal FC        | 38 | 25 | 8  | 5  | 87 | 36 | +51   | 83  |
| 3   | Manchester United | 38 | 22 | 11 | 5  | 58 | 26 | +32   | 77  |
| 4   | Everton FC        | 38 | 18 | 7  | 13 | 45 | 46 | −1    | 61  |

## FA Cup
| Date       | Tour        | Match                                | Score       | Buteur(s)                                             | Affluence |
| ---------- | ----------- | ------------------------------------ | ----------- | ----------------------------------------------------- | --------- |
| 08/01/2005 | 3e tour     | Manchester United - Exeter City      | 0-0         |                                                       | 67 551    |
| 19/01/2005 | 3e tour     | Exeter City - Manchester United      | 2-0         | Ronaldo 9e, Rooney 87e                                | 9 033     |
| 29/01/2005 | 4e tour     | Manchester United - Middlesbrough    | 3-0         | O'Shea 10e, Rooney (2) 67e, 82e                       | 67 251    |
| 19/02/2005 | 5e tour     | Everton - Manchester United          | 2-0         | Fortune 23e, Ronaldo 58                               | 38 664    |
| 12/03/2005 | 6e tour     | Southampton - Manchester United      | 4-0         | Keane 2e, Ronaldo 45e, Scholes (2) 48e, 87e           | 30 971    |
| 17/04/2005 | Demi-finale | Manchester United - Newcastle United | 4-1         | van Nistelrooy (2) 19e, 58e, Scholes 45e, Ronaldo 76e | 69 820    |
| 21/05/2005 | Finale      | Manchester United - Arsenal          | 0-0 (4-5 p) |                                                       | 71 876    |

## Coupe de la Ligue
| Date       | Ronde                      | Match                               | Score | Buteur(s)                               | Affluence |
| ---------- | -------------------------- | ----------------------------------- | ----- | --------------------------------------- | --------- |
| 26/10/2004 | 3e tour                    | Crewe Alexandra - Manchester United | 3-0   | Smith 10e, Miller 57e, Foster (CSC) 59e | 10 103    |
| 10/11/2004 | 4e tour                    | Manchester United - Crystal Palace  | 2-0   | Saha 22e, Richardson 39e                | 48 891    |
| 1/12/2004  | Quart de finale            | Manchester United - Arsenal         | 1-0   | Bellion 1re                             | 67 103    |
| 12/01/2005 | Semi-final premier match   | Chelsea - Manchester United         | 0-0   |                                         | 41 492    |
| 26/01/2005 | Demi-finale deuxième match | Manchester United - Chelsea         | 1-2   | Giggs 67e                               | 67 000    |

## Ligue des Champions d'UEFA

### Troisième tour de qualification
| Date       | Tour           | Match                                | Score |
| ---------- | -------------- | ------------------------------------ | ----- |
| 11/08/2004 | Premier match  | Dinamo București - Manchester United | 2-1   |
| 25/08/2004 | Deuxième match | Manchester United - Dinamo București | 3-0   |

### Phase de groupe
| Date       | Match                             | Score | Classement |
| ---------- | --------------------------------- | ----- | ---------- |
| 15/09/2004 | Lyon - Manchester United          | 2-2   | 3e         |
| 28/09/2004 | Manchester United - Fenerbahçe    | 6-2   | 1er        |
| 19/10/2004 | Sparta Prague - Manchester United | 0-0   | 2e         |
| 3/11/2004  | Manchester United - Sparta Prague | 4-1   | 2e         |
| 23/11/2004 | Manchester United - Lyon          | 2-1   | 1er        |
| 09/12/2004 | Fenerbahçe - Manchester United    | 0-3   | 2e         |